# Skrapar (distrito)
Skrapar (em albanês:  Rrethi i Skraparit) é um dos 36 distritos da Albânia localizado na prefeitura de Berat. Sua capital é a cidade de Corovodë.